# Rajon Dnipro (Dnipropetrowsk)
Der Rajon Dnipro (ukrainisch Дніпровський район Dniprowskyj rajon; russisch Днепровский район Dneprowski rajon) ist eine Verwaltungseinheit innerhalb der Oblast Dnipropetrowsk im Zentrum der Ukraine. Bis zum 19. Mai 2016 trug das Gebiet den Namen Rajon Dnipropetrowsk (ukrainisch Дніпропетровський район/Dnipropetrowskyj rajon) und wurde dann im Rahmen der Dekommunisierung der Ukraine analog der namensgebenden Rajonshauptstadt in Rajon Dnipro umbenannt.
Der Rajon hat eine Fläche von 1430 km² und eine Bevölkerung von etwa 85.000 Einwohnern (November 2013).
Die Bevölkerungsdichte beträgt 59 Einwohner je km².
Der Verwaltungssitz des Rajons ist die Stadt Dnipro, die selbst jedoch bis Juli 2020 kein Bestandteil des Rajons war. Der Regionalrat befand sich in der Siedlung städtischen Typs Sloboschanske. Die größte Ortschaft des Rajons war die 15 km nördlich von Dnipro liegende Stadt Pidhorodne mit etwa 19.000 Einwohnern.

## Geographie

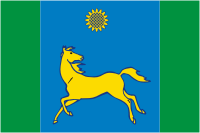
Flagge des Rajon

Der Rajon liegt im Zentrum der Oblast Dnipropetrowsk und umschließt die Stadt Dnipro. Er grenzt im Norden und Nordosten an den Rajon Nowomoskowsk, im Osten an den Rajon Synelnykowe, im Südosten an den Rajon Saporischschja (in der Oblast Saporischschja gelegen), im Süden an den Rajon Nikopol, im Südwesten an den Rajon Krywyj Rih, im Westen an den Rajon Kamjanske sowie im Westen an den Rajon Poltawa (in der Oblast Poltawa gelegen).
Der Dnepr ist der größte Fluss im Rajon.
Weitere Flüsse, die den Rajon durchfließen, sind der Oril, die Samara sowie der 138 km lange Mokra Sura. An der Mündung des Oril in den Dnepr befindet sich das Ramsar-Gebiet der Dnepr-Oril-Auen.

## Geschichte
Der Rajon wurde 1929 gegründet, 1959 aufgelöst und 1965 nach dessen Auflösung wiederbegründet.
Am 17. Juli 2020 kam es im Zuge einer großen Rajonsreform zur Auflösung des alten Rajons und einer Neugründung unter Vergrößerung des Rajonsgebietes um die Rajone Zarytschanka, Petrykiwka, Solone, Mahdalyniwka und westliche Teile des Rajons Synelnykowe sowie die bis dahin unter Oblastverwaltung stehende Stadt Dnipro.

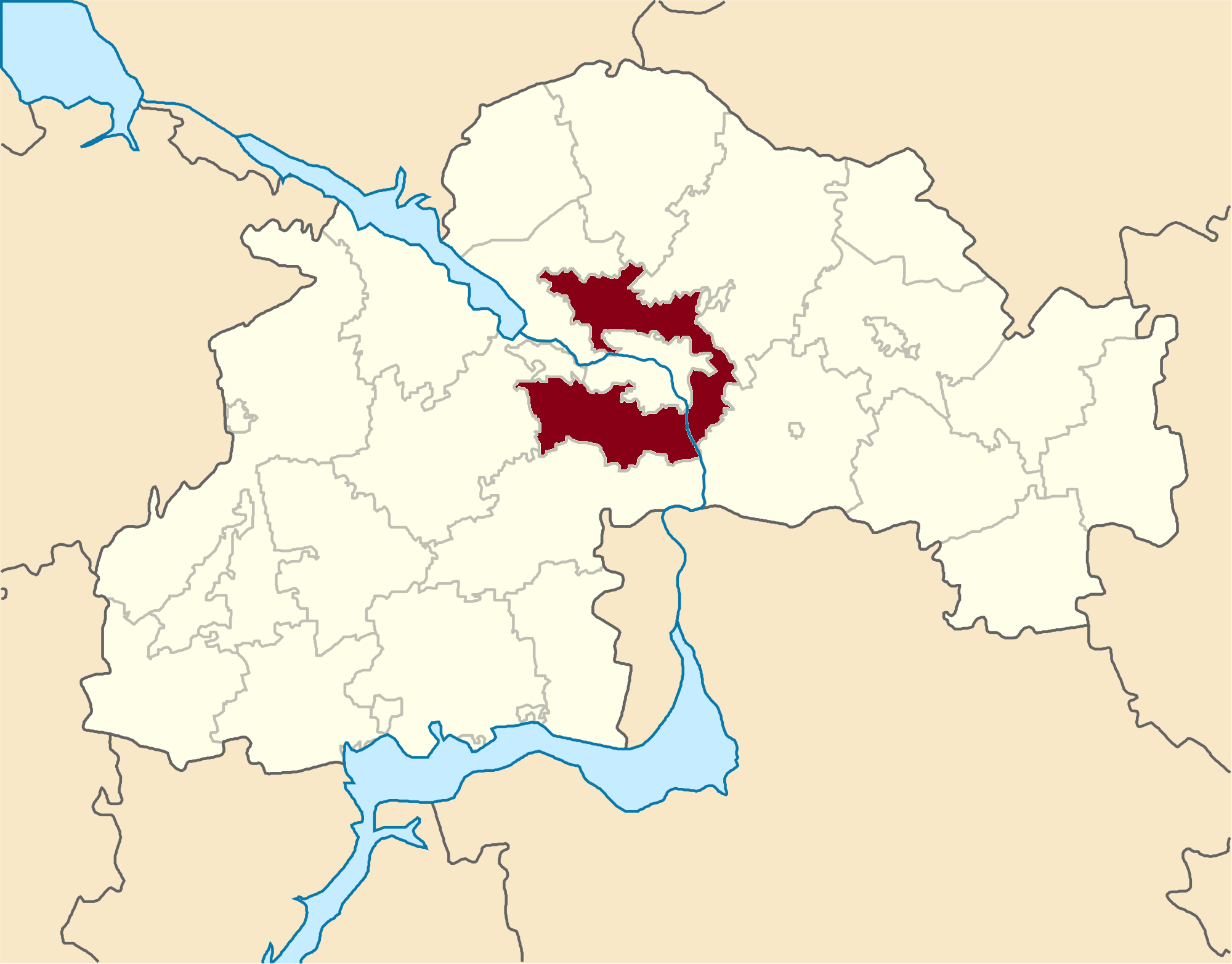
Rajon Dnipro bis Juli 2020
Rajonsgebiet ab Juli 2020

## Administrative Gliederung
Auf kommunaler Ebene ist der Rajon in 17 Hromadas (2 Stadtgemeinden, 6 Siedlungsgemeinden und 9 Landgemeinden) unterteilt, denen jeweils einzelne Ortschaften untergeordnet sind.
Zum Verwaltungsgebiet gehören:
- 2 Städte
- 9 Siedlungen städtischen Typs
- 214 Dörfer
- 9 Ansiedlungen

Die Hromadas sind im Einzelnen:
- Stadtgemeinde Dnipro
- Stadtgemeinde Pidhorodne
- Siedlungsgemeinde Nowopokrowka
- Siedlungsgemeinde Obuchiwka
- Siedlungsgemeinde Petrykiwka
- Siedlungsgemeinde Sloboschanske
- Siedlungsgemeinde Solone
- Siedlungsgemeinde Zarytschanka
- Landgemeinde Kytajhorod
- Landgemeinde Ljaschkiwka
- Landgemeinde Ljubymiwka
- Landgemeinde Mykolajiwka
- Landgemeinde Mohyliw
- Landgemeinde Nowooleksandriwka
- Landgemeinde Swjatowassyliwka
- Landgemeinde Sursko-Lytowske
- Landgemeinde Tschumaky

Bis Juli 2020 war er auf kommunaler Ebene in eine Stadt, zwei Siedlungsratsgemeinden sowie 14 Landratsgemeinden unterteilt, denen jeweils einzelne Ortschaften untergeordnet waren.

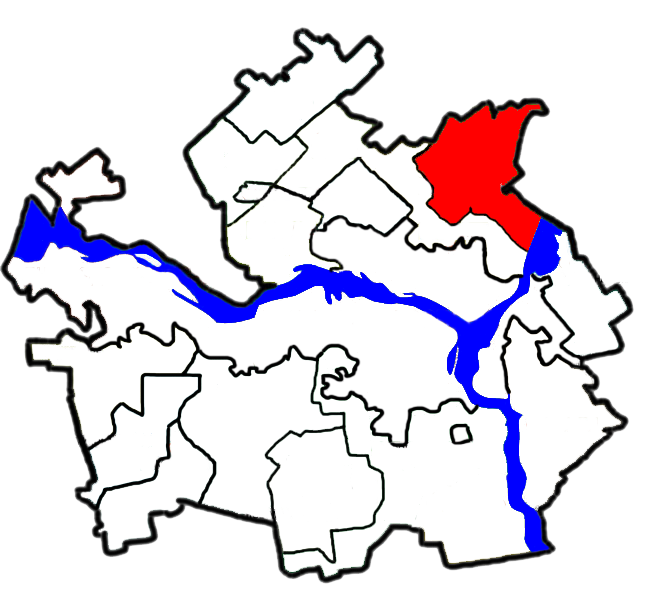
Gemeindegliederung des Rajon. Die Stadt Pidhorodne ist rot markiert.

Zum Verwaltungsgebiet gehörten:
- 1 Stadt[8]
- 2 Siedlungen städtischen Typs[9]
- 34 Dörfer[10]
- 5 Ansiedlung[11]

### Städte
| Städte                   | Städte     | Städte                     |
| Name                     | Name       | Name                       |
| ukrainisch transkribiert | ukrainisch | russisch                   |
| ------------------------ | ---------- | -------------------------- |
| Pidhorodne               | Підгородне | Подгородное (Podgorodnoje) |

### Siedlungen städtischen Typs
| Siedlungen städtischen Typs        | Siedlungen städtischen Typs | Siedlungen städtischen Typs                            |
| Name                               | Name                        | Name                                                   |
| ukrainisch transkribiert           | ukrainisch                  | russisch                                               |
| ---------------------------------- | --------------------------- | ------------------------------------------------------ |
| Obuchiwka (bis 2016 Kirowske)      | Обухівка (Кіровське)        | Obuchowka (Обуховка)/Кировское (Kirowskoje)            |
| Sloboschanske (bis 2016 Juwilejne) | Слобожанське (Ювілейне)     | Слобожанское (Sloboschanskoje)/Юбилейное (Jubileinoje) |

### Dörfer und Siedlungen
| Dörfer                                 | Dörfer                       | Dörfer                                                       | Dörfer                                       |
| Name                                   | Name                         | Name                                                         | Gemeindezuordnung                            |
| ukrainisch transkribiert               | ukrainisch                   | russisch                                                     | Gemeindezuordnung                            |
| -------------------------------------- | ---------------------------- | ------------------------------------------------------------ | -------------------------------------------- |
| Baliwka                                | Балівка                      | Баловка (Balowka)                                            | Baliwka                                      |
| Blahowischtschenka                     | Благовіщенка                 | Благовещенка (Blagoweschtschenka)                            | Stepowe (südlich)                            |
| Bratske                                | Братське                     | Братское (Bratskoje)                                         | Nowooleksandriwka                            |
| Dniprowe                               | Дніпрове                     | Днепровое (Dneprowoje)                                       | Nowooleksandriwka                            |
| Dolynske                               | Долинське                    | Долинское (Dolinskoje)                                       | Horkoho                                      |
| Dorohe                                 | Дороге                       | Дорогое (Dorogoje)                                           | Nowooleksandriwka                            |
| Horjaniwske                            | Горянівське                  | Горяновское (Gorjanowskoje)                                  | Obuchiwka                                    |
| Kamjanka                               | Кам'янка                     | Каменка (Kamenka)                                            | Nowooleksandriwka                            |
| Ljubymiwka                             | Любимівка                    | Любимовка (Ljubimowka)                                       | Ljubymiwka                                   |
| Majiiwka                               | Маївка                       | Маевка (Majewka)                                             | Tschumaky                                    |
| Majorka                                | Майорка                      | Майорка (Majorka)                                            | Woloske                                      |
| Mykolajiwka                            | Миколаївка                   | Николаевка (Nikolajewka)                                     | Mykolajiwka                                  |
| Nowe                                   | Нове                         | Новое (Nowoje)                                               | Horkoho                                      |
| Nowomykolajiwka                        | Новомиколаївка               | Новониколаевка (Nowonikolajewka)                             | Nowomykolajiwka                              |
| Nowooleksandriwka                      | Новоолександрівка            | Новоалександровка (Nowoalexandrowka)                         | Nowooleksandriwka                            |
| Nowotaromske (bis 2016 Ordschonikidse) | Новотаромське (Орджонікідзе) | Новотаромское (Nowotaromskoje)/Орджоникидзе (Ordschonikidse) | Nowotaromske                                 |
| Oleksandriwka                          | Олександрівка                | Александровка (Alexandrowka)                                 | Oleksandriwka                                |
| Partysanske                            | Партизанське                 | Партизанское (Partisanskoje)                                 | Partysanske                                  |
| Paschena Balka                         | Пашена Балка                 | Пашена Балка (Paschena Balka)                                | Horkoho                                      |
| Peremoha                               | Перемога                     | Перемога (Peremoga)                                          | Pidhorodne                                   |
| Persche Trawnja                        | Перше Травня                 | Перше Травня (Persche Trawnja)                               | Ljubymiwka                                   |
| Prydniprjanske                         | Придніпрянське               | Приднепрянское (Pridneprjanskoje)                            | Ljubymiwka                                   |
| Rakschiwka                             | Ракшівка                     | Ракшевка (Rakschewka)                                        | Woloske                                      |
| Selenyj Haj                            | Зелений Гай                  | Зелёный Гай (Seljony Gai)                                    | Nowomykolajiwka                              |
| Stari Kodaky                           | Старі Кодаки                 | Старые Кодаки (Staryje Kodaki)                               | Nowooleksandriwka                            |
| Stepowe                                | Степове                      | Степовое (Stepowoje)                                         | Stepowe (nördlich)                           |
| Stepowe                                | Степове                      | Степовое (Stepowoje)                                         | Stepowe (südlich)                            |
| Sursko-Klewzewe                        | Сурсько-Клевцеве             | Сурско-Клевцево (Sursko-Klewzewo)                            | Nowomykolajiwka                              |
| Sursko-Lytowske                        | Сурсько-Литовське            | Сурско-Литовское (Sursko-Litowskoje)                         | Sursko-Lytowske                              |
| Tscherwonyj Sadok                      | Червоний Садок               | Червоный Садок (Tscherwony Sadok)                            | Woloske                                      |
| Tschumaky                              | Чумаки                       | Чумаки (Tschumaki)                                           | Tschumaky                                    |
| Tschuwylyne                            | Чувилине                     | Чувилино (Tschuwilino)                                       | Nowooleksandriwka (bis 2003 zu Rajon Solone) |
| Wassyliwka                             | Василівка                    | Василевка (Wassilewka)                                       | Oleksandriwka                                |
| Woloske                                | Волоське                     | Волосское (Wolosskoje)                                       | Woloske                                      |
| Wynohradne                             | Виноградне                   | Виноградное (Winogradnoje)                                   | Tschumaky                                    |
| Siedlungen                             |                              |                                                              |                                              |
| Doslidne                               | Дослідне                     | Дослидное (Doslidnoje)                                       | Nowooleksandriwka                            |
| Horkoho                                | Горького                     | Горького (Gorkowo)                                           | Horkoho                                      |
| Schewtschenko                          | Шевченко                     | Шевченко (Schewtschenko)                                     | Horkoho                                      |
| Sorja                                  | Зоря                         | Заря (Sarja)                                                 | Tschumaky                                    |
| Surske                                 | Сурське                      | Сурское (Surskoje)                                           | Mykolajiwka                                  |